# Кастильони, Акилле
Акилле Кастильони (итал. Achille Castiglioni, 16 февраля 1918, Милан — 2 декабря 2002, там же) — известный итальянский дизайнер и архитектор, является одним из основателей итальянского дизайна. Акилле Кастильони долгое время жил в Лиерне на озере Комо, где он разработал многие из своих работ в художественной мастерской своего отца Джаннино Кастильони, считавшегося самым важным итальянским скульптором 1900-х годов.

## Биография
Акилле Кастильони родился в Милане в 1918 году. Изучал архитектуру в Миланском политехническом университете, который окончил в 1944 году. Тогда же вместе со своими братьями Ливио (1911—1979) и Пьер Джакомо (1913—1968) начал заниматься промышленным дизайном. Вскоре, в 1945 году, братья станут работать отдельно от старшего брата Ливио. Работа тандема была плодотворной, но она окончилась вместе с преждевременной смертью Пьера Джакомо в 1968 году.
В течение своей более чем пятидесятилетней карьеры Акилле Кастильони, один или в сотрудничестве с другими дизайнерами, создал более 150 объектов, включая лампы, стулья, книжные стеллажи, электрические розетки, фотоаппараты, телефоны, пылесосы и сиденья для автомобилей. Созданные им предметы знакомы многим людям, являясь частью их повседневной жизни, хотя имя Кастильони им неизвестно. В студии, где Кастильони работал последние десятилетия, до сих пор идет оцифровка его идей.
Свой опыт Акилле Кастильони передавал молодым дизайнерам: в качестве профессора он преподавал дизайн во многих университетах, в том числе в своей альма-матер.
Акилле Кастильони умер 2 декабря 2002 года в Милане.

## Архитектурные проекты
- 1938 г. Начальная школа, из Льерна озера Комо[8]
- Градостроительный проект 1950 года Lierna на озере Комо.
- 1952 Палаццо дель Комуне ди Льерна, Льерна Озеро Комо

## Работы
Дизайнерские идеи Кастильони используют такие известные фирмы, как Alessi (ит.), Bernini, Brionvega, Cassina, Danese, De Padova, FLOS (ит., фирма была создана предпринимателем Артуром Айзенкайлем совместно с Дино Гавино и Чезаре Кассина в 1959 году под проекты братьев Кастильони и Тобио Скарпы), Fusital, Ideal Standard, Interflex, Kartell (ит.), Lancia, Marcatre, Olivetti, Up & Up, Vlm, Zanotta и многие другие. Четырнадцать работ Акилле Кастильони выставлены в Музее современного искусства в Нью-Йорке, его работы представлены также во многих музеях мира. Братья Кастильони спроектировали «Льерна стул» — вертикальный обеденный стул в лакированном дереве со слегка проложенным фанерой местом — для Cassina в 1960 году, посвященный одной из самых красивых деревень озера Комо, названной Льерна, где у него была собственная студия.

### 1950-е годы
- 1950 — «Leonardo» (совместно с Пьером Джакомо Кастильони): стол, запущен в производство компанией Zanotta в 1969 году. Название отсылает к Леонардо да Винчи и его работе «Тайная вечеря», которая находится именно в Милане.
- 1954—1955 — «Luminator» (совместно с Пьером Джакомо Кастильони) для Gilardi & Barzaghi (1955), Arform (1957), Flos (с 1994 года)
- 1956 — «Spalter» (совместно с Пьером Джакомо Кастильони) для Rem: портативный пылесос для ношения на плече, оказавшийся слишком инновационным для того времени.
- 1957 — «Sella» (Седло) (совместно с Пьером Джакомо Кастильони) для Zanotta: стул, комбинированный из велосипедного седла и чугунной полусферы, с эффектом «неваляшки». Создав стул, братья изобрели и новую манеру его использования, которую назвали: «сидеть стоя или стоять сидя». По поводу «Sella» сам Акилле Кастильони говорил: «Когда я звоню по телефону, я люблю двигаться, ходить вокруг телефона, но я также хотел бы сидеть, но не полностью». Благодаря этому стулу Кастильони присвоили неподходящий ему ярлык дадаиста. Розовый цвет для трубы также не случаен: в Италии лидера спортивных соревнований Giro d'Italia можно отличить по розовой майке (аналогично жёлтой майке лидера).
- 1957 — «Mezzadro» (совместно с Пьером Джакомо Кастильони) для Zanotta: стул первоначально сделан из седла трактора, в производство запущен много позже изобретения.
- 1957 — «Bulbo» (совместно с Пьером Джакомо Кастильони) для Leuci: лампа, была выпущена для 11 Триеннале в Милане.
- 1959 — «Lierna» (совместно с Пьером Джакомо Кастильони): первоначально выпускалось Cassina, а с 1969 года Gavina.
- 1959 — «Teli» (совместно с Пьером Джакомо Кастильони): первоначально выпускалось Kartell, а с 1973 года Flos.
- 1959 — «Sanluca» (совместно с Пьером Джакомо Кастильони): кресло выпускалось Gavina, Knoll, Bernini, Poltrona Frau.

### 1960-е годы
- 1960 Gatto (совместно с Пьером Джакомо Кастильони) для Flos
- 1960 Viscontea (совместно с Пьером Джакомо Кастильони) для Flos
- 1960 Taraxacum (совместно с Пьером Джакомо Кастильони) для Flos
- 1960 Viscontea (совместно с Пьером Джакомо Кастильони) для Flos
- 1960 Spluga (совместно с Пьером Джакомо Кастильони) для Zanotta: стул был разработан для ресторана Splügen Bräu; производство было возобновлено фабрикой в 1986 году.
- 1961 Splügen Bräu (совместно с Пьером Джакомо Кастильони) для Flos: лампа для миланского ресторана с одноименным названием, дизайн которого также был разработан братьями Кастильони.
- 1962 Taccia (совместно с Пьером Джакомо Кастильони) для Flos: концепт был придуман братьями в 1958 году, годом позже был изготовлен прототип, а в 1962 году лампа была запущена в производство. В 1970 году в интервью Акилле Кастильони так выразился об этой лампе: «Это Мерседес среди всех ламп для нас».
- 1962 Arco (совместно с Пьером Джакомо Кастильони) для Flos: вдохновением для создания знаменитой лампы Arco послужил уличный фонарь. Лампа представляет собой светильник, висящий на длинной дуге, которая крепится к мраморному блоку. Лампа Arco представлена во многих музеях мира.
- 1962 Toio (совместно с Пьером Джакомо Кастильони) для Flos
- 1962 Relemme (совместно с Пьером Джакомо Кастильони) для Flos
- 1964 Rampa (совместно с Пьером Джакомо Кастильони) для Bernini: напоминает стойки продавцов цветов на итальянских площадях.
- 1964 Papavero (совместно с Пьером Джакомо Кастильони) для Flos
- 1965 Firenze (совместно с Пьером Джакомо Кастильони) первоначально для выставки 'La Casa Abitata' во Флоренции, часы производятся Alessi с 1996 года.
- 1965 Orseggi (совместно с Пьером Джакомо Кастильони) первоначально для Arnolfo di Cambio (прототип), запущен в производство Alessi в 1996 году.
- 1965 Black & White (совместно с Пьером Джакомо Кастильони) для Flos
- 1965 Light Ball (совместно с Пьером Джакомо Кастильони) для Flos
- 1966 Allunaggio (совместно с Пьером Джакомо Кастильони) для Zanotta (в производстве с 1980 года)
- 1966 Padina (совместно с Пьером Джакомо Кастильони) для Flos
- 1967 Snoopy (совместно с Пьером Джакомо Кастильони) для Flos: лампа, напоминающая мультяшного пса Снупи.
- 1967 Sciuko (совместно с Пьером Джакомо Кастильони) для Flos
- 1967 Velella (совместно с Пьером Джакомо Кастильони) для Flos
- 1968 пластмассовый выключатель для VLM: выпускался миллионными экземплярами, сам Кастильони любил носить его в кармане, так как любил звук, который издавал этот выключатель.
- 1969 Castiglia (совместно с Marcello Minale) для Zanotta

### 1970-е годы
- 1970 Primate для Zanotta: заметив, как подбирая под себя ноги и подкладывая подушки, на стулья забираются дети, Кастильони создал данный стул. У этого изобретения помимо небольшого сидения есть подушка, чтобы упираться коленями. Говорят также, что стул был создан для Азии, чтобы европейцы, непривычные к сидению на коленях, чувствовали себя комфортно.
- 1970—1971 Parentesi (совместно с Пио Манзу) для Flos
- 1971 Spirale: пепельница, изготовленная из спирали, первоначально выпускалась Bacci, а с 1984 года Alessi. Очень удобная как в использовании, так и чистке. Сам Акилле Кастильони был заядлым курильщиком.
- 1972 Noce для Flos: симбиоз автомобильной фары и светильника.
- 1972 Lampadina (Лампочка) для Flos: причудливый настольный светильник в виде большой лампочки с матированием, напоминающим шапочку священника (Пилеолус).
- 1974 Ipotenusa для Flos
- 1974 Tubino (совместно с Пьером Джакомо Кастильони) для Flos
- 1975 Aoy для Flos
- 1976 Bibip для Flos
- 1978 Frisbi для Flos
- 1979 Irma, Model No. 2280 для Zanotta

### 1980—1990-е годы
- 1980—1981 Gibigiana для Flos: навеяно забавой пускать «солнечного зайчика».
- 1982 Moni для Flos
- 1982 Giovi для Flos
- 1984 Stylos для Flos
- 1985 Menorah для Alessi: прототип.
- 1985 Grip для Flos
- 1985 Plissé для Flos
- 1987 Bisbi для Flos
- 1988 Taraxacum 88 для Flos
- 1988 Replissé для Flos
- 1988 Comodo (совместно с Giancarlo Pozzi): первоначально выпускался Interflex, а с 1997 года Longoni
- 1989 Record для Alessi: минималистские наручные часы. Самая известная фотография Кастильони в старости (где он рукой закрывает левый глаз) была сделана именно в них.
- 1989 Parter для Flos
- 1990 Joy для Zanotta: семь полок собраны на единую ось и могут вокруг неё свободно вращаться. Таким образом, повернув все полки в одну сторону, конструкцию можно поставить вдоль стены или, развернув полки в разные стороны, поставить её в центре комнаты.
- 1992 Brera для Flos
- 1995 Mate, Supermate, Minimate для De Padova
- 1995 T95 для De Padova
- 1995 Fruit Stand \ Colander для Alessi
- 1996 Fucsia для Flos
- 1996 Scrittarello для De Padova
- 1997 Bavero для Alessi
- 1998 Diabolo для Flos: этот алюминиевый светильник напоминает детскую игрушку diabolo (увеличенная разновидность йо-йо).